# میدل امانا (آیووا)

نگاره‌ای کهن از شهر میدل امانا در ایالات متحده آمریکا

میدل امانا (به انگلیسی: Middle Amana) شهری در ایالت آیووا کشور ایالات متحده آمریکا است که جمعیت آن در سرشماری سال ۲۰۱۰ میلادی، ۵۸۱ نفر بوده‌است.